# レイ・マイ・ヘッド
『レイ・マイ・ヘッド』（原題：Anywhere I Lay My Head）は、アメリカ合衆国の女優、スカーレット・ヨハンソンが2008年に発表したアルバム。ヨハンソンにとって歌手デビュー作に当たるアルバムで、オリジナル曲「ソング・フォー・ジョー」を除く全曲がトム・ウェイツのカヴァーであり、アルバム名もウェイツの曲名から取られた。TV オン・ザ・レディオのメンバーであるデヴィッド・シーテックがプロデュースと演奏で参加した。
デヴィッド・ボウイが2曲でゲスト参加しているのに加えて、ヤー・ヤー・ヤーズのニック・ジナー等のゲスト・ミュージシャンを起用してレコーディングされた。
ヨハンソンの母国アメリカでは、総合チャートのBillboard 200で126位、『ビルボード』誌のヒートシーカーズ・チャートでは1位に達した。

## 収録曲
特記なき楽曲はトム・ウェイツとキャスリーン・ブレナンの共作。1.はインストゥルメンタル。
1. フォーン - "Fawn" - 2:32
  - アルバム『アリス』（2002年）収録曲のカヴァー。
2. 活気のない町 - "Town with No Cheer" (Tom Waits) - 5:03
  - アルバム『ソードフィッシュトロンボーン』（1983年）収録曲のカヴァー。
3. フォーリン・ダウン - "Falling Down" (T. Waits) - 4:55
  - アルバム『ビッグ・タイム』（1988年）収録曲のカヴァー。
4. レイ・マイ・ヘッド - "Anywhere I Lay My Head" (T. Waits) - 3:38
  - アルバム『レイン・ドッグ』（1985年）収録曲のカヴァー。
5. ファニン・ストリート - "Fannin Street" - 5:06
  - アルバム『オーファンズ』（2006年）収録曲のカヴァー。
6. ソング・フォー・ジョー - "Song for Jo" (Scarlett Johansson, David Andrew Sitek) - 4:09
  - オリジナル曲。
7. グリーン・グラス - "Green Grass" - 3:33
  - アルバム『リアル・ゴーン』（2004年）収録曲のカヴァー。
8. 想い出のニューオリンズ - "I Wish I Was in New Orleans" (T. Waits) - 3:59
  - アルバム『スモール・チェンジ』（1976年）収録曲のカヴァー。
9. 大人になんかなるものか - "I Don't Wanna Grow Up" - 4:11
  - アルバム『ボーン・マシーン』（1992年）収録曲のカヴァー。
10. ノー・ワン・ノウズ・アイム・ゴーン - "No One Knows I'm Gone" - 2:57
  - アルバム『アリス』収録曲のカヴァー。
11. フー・アー・ユー - "Who Are You" - 4:49
  - アルバム『ボーン・マシーン』収録曲のカヴァー。

### 日本盤ボーナス・トラック
1. 昨日が戻るまで - "Yesterday Is Here" - 2:44
  - アルバム『フランクス・ワイルド・イヤーズ』（1987年）収録曲のカヴァー。

## 参加ミュージシャン
- スカーレット・ヨハンソン - ボーカル
- デヴィッド・シーテック - ギター、アコースティック・ギター、サンプラー、ドラムマシン、シンセサイザー、ドラムス、カリンバ、ボーカル
- ニック・ジナー - ギター、スライドギター
- ショーン・アンタナイティス - オルガン、ピアノ、エレクトリックピアノ、シンセサイザー、ヴィブラフォン、バンジョー、ギター、アコースティック・ギター、タンブリン、カリンバ、オルゴール
- リアン・ソーヤ - ドラムス、パーカッション
- Jaleel Bunton - ベース、シンセサイザー、アコースティック・ギター、エレクトリックピアノ、スライドギター
- Korey Richey - パーカッション、ギター、アコースティック・ギター、ボーカル、ピアノ
- デヴィッド・ファレル - タンブリン(on 1.)、トライアングル(on 1.)
- マーティン・ペルナ - サックス(on 1. 2. 4.)、フルート(on 6. 10.)
- Stuart D. Bogie - サックス(on 1. 2. 4.)、バス・ハーモニカ(on 2. 4.)
- デヴィッド・ボウイ - ボーカル(on 3. 5.)
- トゥンデ・アデビンペ - ボーカル(on 6.)、ループ(on 6.)
- クリス・ムーア - シンセサイザー(on 10.)
- Dave Bergander - パーカッション(on 11.)